# Irina Tolkunova
Irina Ivanovna Tolkunova (in russo Ирина Ивановна Толкунова?; Mosca, 2 giugno 1971) è una pallanuotista russa, vincitrice di una medaglia di bronzo ai giochi olimpici di Sydney 2000.